# Резолюция Совета Безопасности ООН 908
Резолюция Совета Безопасности Организации Объединённых Наций 908 (код — S/RES/908), принятая 31 марта 1994 года. Подтвердив все резолюции по ситуации в бывшей Югославии и, в частности, резолюцию 871 (1993), совет продлил мандат Сил ООН по защите (UNPROFOR) до 30 сентября 1994 года и заявили о намерении увеличить численность миротворческих сил.
Совет безопасности ООН приветствовал прекращение огня между Боснией и Герцеговиной и боснийскими хорватами, а также соглашения между ними. Важно также, что в переговорах участвовали боснийские сербы. Приветствовалось прекращение огня между Хорватией и местными сербскими властями в охраняемых ООН зонах, а также переговоры между Хорватией, Сербией и Черногорией. Приветствуя прогресс в Сараево, совет отметил, что сильное и заметное присутствие UNPROFOR необходимо для закрепления этого прогресса, хотя ситуация в Маглае остается нестабильной. Продолжались усилия по возобновлению работы международного аэропорта Тузла в гуманитарных целях. Также приветствовались миссия Европейского Союза по установлению фактов в Мостаре для изучения условий в городе и совместная гражданская миссия правительств Великобритании и США в Сараево. На протяжении всего процесса подтверждалась безопасность и свобода передвижения персонала УНПРОФОР.